# تیوبوتاباربیتال
تیوبوتاباربیتال (انگلیسی: Thiobutabarbital) یک مشتق باربیتورات کوتاه اثر است که در دهه ۱۹۵۰ میلادی ساخته شد. این دارو دارای اثرات آرام‌بخش، ضد تشنج و خواب‌آور است و همچنان در دامپزشکی برای القای بیهوشی جراحی به کار می‌رود.